# Eridantes diodontos
Espèce
Eridantes diodontos est une espèce d'araignées aranéomorphes de la famille des Linyphiidae.

## Distribution
Cette espèce se rencontre au Mexique dans l'État de San Luis Potosí et aux États-Unis en Arizona,.

## Publication originale
- Prentice & Redak, 2013 : A new species of the spider genus Eridantes Crosby & Bishop from the southwestern United States and mainland Mexico with a revised diagnosis of the genus (Araneae, Linyphiidae, Erigoninae). Zootaxa, no 3616 (4), p. 357-366.